# Iago ab Idwal
Iago ab Idwal (908? — 979?) était un roi de Gwynedd,  dans l'actuel Pays de Galles) pendant 29 ans de 950 à 979, conjointement avec son frère Ieuaf ab Idwal jusqu'en 969

## Origine
Iago est le fils de Idwal le Chauve et aurait dû être avec son frère Ieuaf ab Idwal son héritier légitime. Mais à la mort de son père en 942, Howell le Bon, le roi de Deheubarth, profite de l'occasion pour annexer le Gwynedd à son propre royaume, forçant Iago et son frère à l'exil .

## Règne
Ce n'est qu'à la mort de Howell, en 950 que Iago et Ieuaf peuvent remonter sur le trône. Ils profitent des conflits entre les fils de Howell pour les expulser du Gwynedd et les laisser se partager ce qui restait des terres de leur père. Néanmoins, la lutte continue entre les deux dynasties. Tandis que les frères Iago et Idwal attaquent le sud et parviennent à descendre aussi loin que Dyfed en 952, les héritiers de Howell remontent au nord jusqu'à la vallée de Conwy en 954, mais sont battus à Llanrwst et sont repoussés jusqu'à Ceredigion. Iago et Ieuaf se disputent ensuite leurs nouvelles conquêtes et Iago emprisonne Ieuaf en 969.
Iago est identifié avec le roi « Jacob », mentionné par Florence de Worcester  en 973,  lorsque le roi Edgar d'Angleterre réunit à Chester lors d'une grande cérémonie de couronnement, huit rois vassaux de Grande-Bretagne dont Cináed mac Máel Coluim  roi des Scots, Mael Coluim mac Domnall roi des Cumbriens et son père  Dufnal ainsi que Maccus roi des îles au cours de laquelle, ces souverains  reconnurent symboliquement sa suprématie en ramant dans la barque dont Edgar tenait le gouvernail.      
Bien qu'il connaisse une défaite en 974 devant son neveu Hywel ab Ieuaf, Iago parvient à garder le Gwynedd jusqu'en 979, lorsqu'il se fait emprisonner à son tour par son concurrent, qui prend le trône. On ne sait rien du destin d'Iago après cet événement.

## Postérité
Iago est le père d'un fils nommé Custennin (i.e Constantin) tué en 980 par son cousin Hywel ab Ieuaf lors d'un combat à Hirbarth après avoir dévasté Lley et Mona avec ses alliés vikings 